# Surbourg
Surbourg [syʁbuʁ] (Sürburi en alsacien, Surburg en allemand) est une commune française située dans la circonscription administrative du Bas-Rhin et, depuis le 1er janvier 2021, dans le territoire de la Collectivité européenne d'Alsace, en région Grand Est.
Cette commune se trouve dans la région historique et culturelle d'Alsace.

## Géographie
Entre Haguenau et Wissembourg, à la lisière septentrionale de la forêt de Haguenau et sur la rive gauche de la Sauer, s'étend l'agglomération de Surbourg. Situé dans le canton de Soultz-sous-Forêts, arrondissement de Wissembourg, département du Bas-Rhin, Surbourg fait partie de la région naturelle Outre-Forêt.
| Merkwiller-Pechelbronn Dieffenbach-lès-Wœrth | Kutzenhausen | Soultz-sous-Forêts |
| Gunstett                                     | Surbourg     | Betschdorf         |
| Biblisheim                                   | Haguenau     |                    |

### Hydrographie
La commune est dans le bassin versant du Rhin au sein du bassin Rhin-Meuse. Elle est drainée par la Sauer, le ruisseau le Sumpfgraben, le ruisseau le Stoeckgraben et le ruisseau le Weiherbach,.
La Sauer, d'une longueur de 64 km, prend sa source dans la commune de Lembach et se jette  dans le Rhin en rive gauche à Munchhausen, après avoir traversé 19 communes. 

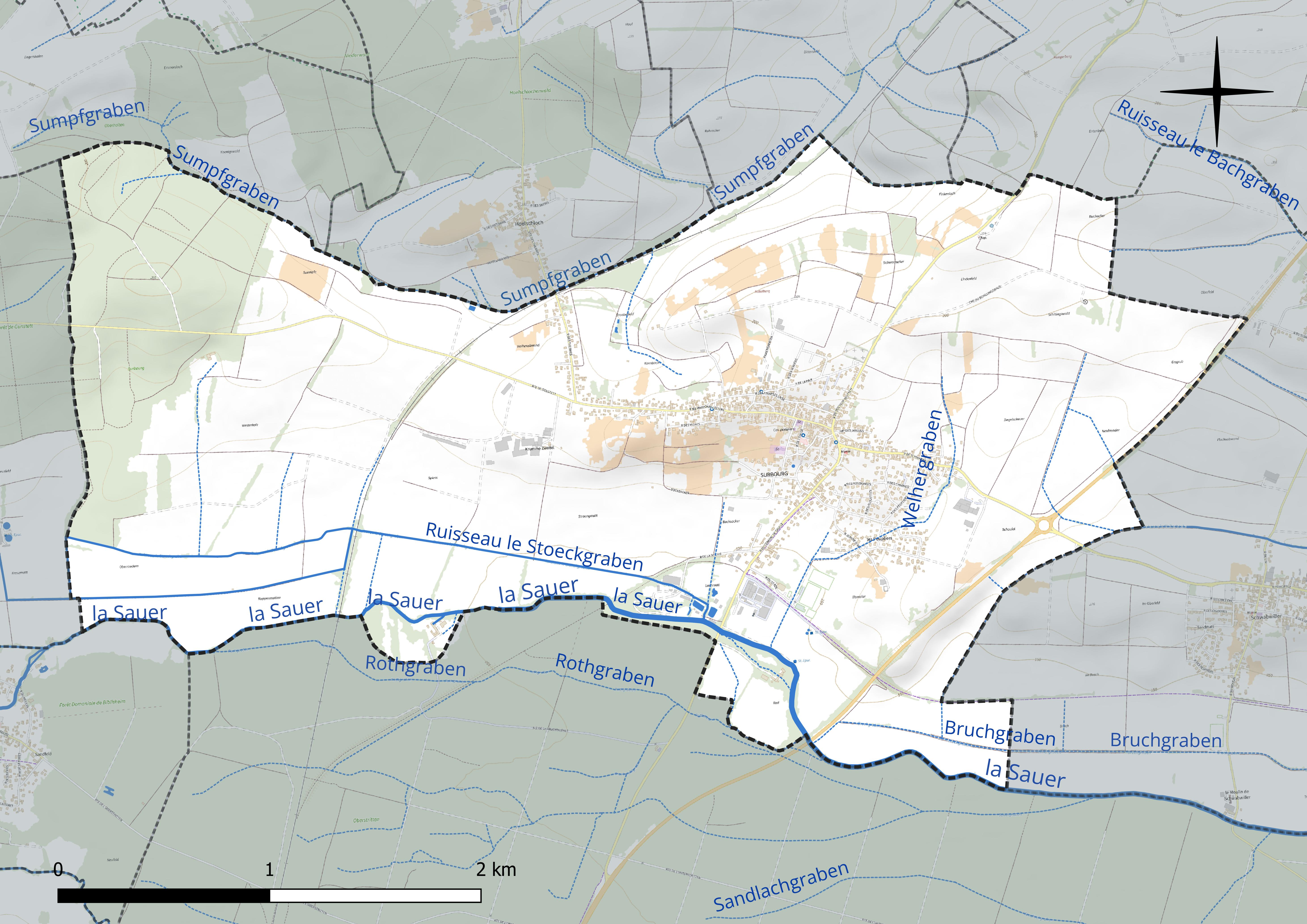
Réseau hydrographique de Surbourg.

### Climat
Pour des articles plus généraux, voir Climat du Grand Est et Climat du Bas-Rhin.
En 2010, le climat de la commune est de type climat des marges montargnardes, selon une étude du Centre national de la recherche scientifique s'appuyant sur une série de données couvrant la période 1971-2000. En 2020, Météo-France publie une typologie des climats de la France métropolitaine dans laquelle la commune est exposée à un climat semi-continental et est dans une zone de transition entre les régions climatiques « Vosges » et « Alsace ». 
Pour la période 1971-2000, la température annuelle moyenne est de 10,6 °C, avec une amplitude thermique annuelle de 17,9 °C. Le cumul annuel moyen de précipitations est de 807 mm, avec 10,8 jours de précipitations en janvier et 10,1 jours en juillet. Pour la période 1991-2020, la température moyenne annuelle observée sur la station météorologique de Météo-France la plus proche, « Preuschdorf », sur la commune de Preuschdorf à 5 km à vol d'oiseau, est de 11,3 °C et le cumul annuel moyen de précipitations est de 834,2 mm. 
La température maximale relevée sur cette station est de 39,8 °C, atteinte le 4 juillet 2015 ; la température minimale est de −19,9 °C, atteinte le 8 janvier 1985,,. 
Les paramètres climatiques de la commune ont été estimés pour le milieu du siècle (2041-2070) selon différents scénarios d'émission de gaz à effet de serre à partir des nouvelles projections climatiques de référence DRIAS-2020. Ils sont consultables sur un site dédié publié par Météo-France en novembre 2022.

## Urbanisme

### Typologie
Au 1er janvier 2024, Surbourg est catégorisée bourg rural, selon la nouvelle grille communale de densité à sept niveaux définie par l'Insee en 2022.
Elle est située hors unité urbaine. Par ailleurs la commune fait partie de l'aire d'attraction de Haguenau, dont elle est une commune de la couronne,. Cette aire, qui regroupe 34 communes, est catégorisée dans les aires de 50 000 à moins de 200 000 habitants,.

### Occupation des sols
L'occupation des sols de la commune, telle qu'elle ressort de la base de données européenne d’occupation biophysique des sols Corine Land Cover (CLC), est marquée par l'importance des territoires agricoles (76,5 % en 2018), en diminution par rapport à 1990 (78,1 %). La répartition détaillée en 2018 est la suivante : terres arables (40,8 %), prairies (24,5 %), forêts (11,8 %), zones urbanisées (11,7 %), zones agricoles hétérogènes (5,9 %), cultures permanentes (5,3 %). L'évolution de l’occupation des sols de la commune et de ses infrastructures peut être observée sur les différentes représentations cartographiques du territoire : la carte de Cassini (XVIIIe siècle), la carte d'état-major (1820-1866) et les cartes ou photos aériennes de l'IGN pour la période actuelle (1950 à aujourd'hui).

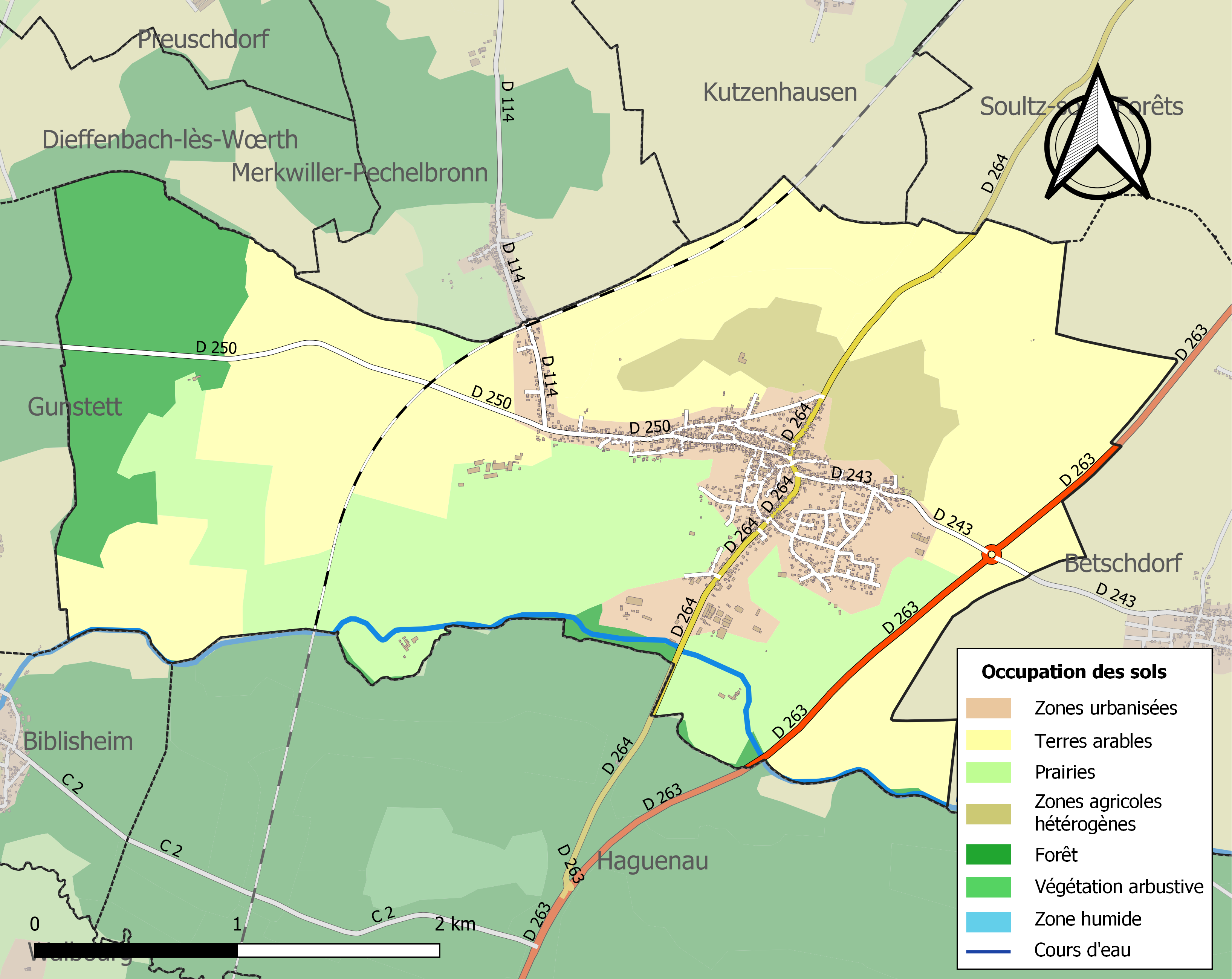
Carte des infrastructures et de l'occupation des sols de la commune en 2018 (CLC).

## Toponymie
Du suffixe -burg, « place forte » précédé du nom alémanique de la Sauer, « d'Sür », rivière sur laquelle est située la cité. Il s'agissait sans doute d'une station gallo-romaine sur la voie antique menant de Seltz à la Lorraine, relayée au VIe siècle par une abbaye (la plus ancienne d'Alsace) fondée par saint Arbogast, futur évêque de Strasbourg.
Son nom actuel dont la prononciation ne soulève aucune difficulté, s'écrivait Sourbourg dans les anciens actes officiels, notamment d'état-civil, rédigés en patois local jusqu'au XVIIIe siècle et en français au siècle suivant. Comme tous les noms des communes annexées par le Reich allemand, il a été germanisé en Surburg en 1871. En redevenant français en 1918, il a partiellement conservé la déformation allemande qui le rapproche de ses appellations aux époques gallo-romaine Suraburgos et mérovingienne Suraburc.

## Histoire

### Avant l'an mil
Un poste sur la route du sel –de Seltz à Niederbronn–, est implanté sur le site de Surbourg à l’époque gauloise, au cours du Ier millénaire avant notre ère.
Au début de l’ère chrétienne, à l’époque gallo-romaine consécutive à l'invasion des Germains outre-Rhin, des villae dont on a retrouvé les vestiges, existent aux abords de Surbourg. Les Romains d’abord, les Francs ensuite, repoussent les incursions germaniques successives, refoulant à chaque fois les envahisseurs sur l’autre rive du Rhin. C’est à la suite de l’un de ces épisodes, que Clovis roi des Francs, ayant vaincu les Alamans à Tolbiac en 496, se convertit au christianisme et fonda le royaume de France.
Vers 570, saint Arbogast, le premier évêque de Strasbourg, implante à Surbourg une abbaye, le premier couvent d’Alsace. Le couvent fut placé sous le patronage de sainte Marie et de saint Martin ; plus tard on y ajoutera saint Arbogast. L’église était dédiée à saint Jean-Baptiste, que l’on retrouve sur le blason du village, habillé d’un manteau en poils de chameau, tenant de la main droite une croix haute et de la main gauche un agneau couché sur un livre.
L'abbaye de Surbourg possédait des biens étendus, à Surbourg et dans plusieurs villages voisins, offerts par plusieurs rois mérovingiens. L'influence de Surbourg s'étendait à l'origine jusqu'à Niederbronn et Wissembourg.
L’abbatiale, reconstruite au XIIe siècle en style roman, existe toujours (photo ci-dessus). Elle est devenue en 1838, l’église du village.
Tandis que le roi de France Charles le Chauve combat les Vikings qui attaquent l’Ouest du royaume, Louis le Germanique s’empare en 870, des pays situés entre le Rhin et la Meuse, dont Surbourg. Au Xe siècle, l’abbaye est sécularisée. Les chanoines construisent des maisons et peu à peu le village se forme autour de l’abbaye.

### Jusqu'à la Révolution française
L'abbaye et le village subirent plusieurs destructions : en 1525 au cours de la Révolte des Paysans, mais surtout lors de la guerre de Trente Ans.
Le 15 février 1632, Max von Rollinger et ses cavaliers attaquent le village. Les habitants qui le purent se réfugièrent dans la forêt. Les maisons sont saccagées, le bétail enlevé ou tué, la collégiale Saint-Arbogast dévastée. Le 4 mars 1633, des cavaliers suédois cantonnés à Seltz se jettent sur le village et le détruisent.
Enfin, en 1648, par le traité de Westphalie, la paix est rétablie.
À Surbourg, tout est à reconstruire. Le Doyen Rural de Haguenau qui visite la collégiale de Surbourg écrit : « le plancher est entièrement ruiné et prest de tomber [...] le toit est aussi tout ruiné et les fenestres sont fort en désordre aussi bien que les portes [...] le Chœur est tout creuvé ». L’état du village est pire encore, les maisons sont détruites et le ban tout en broussailles.
Très peu de Surbourgeois ont survécu, les autres ont péri au cours de la guerre.
La paix revenue, le repeuplement encouragé, la bonne gestion des Intendants de Louis XIV fit le reste. Il fallut quand même près d’un siècle avant que Surbourg ne retrouve une vie normale.

### La Révolution française
La Révolution et les promesses qu’elle représente, sont bien acceptées à Surbourg.
Mais en 1793, Surbourg est occupé par les Autrichiens qui assiègent déjà Landau et Wissembourg et parviendront jusqu’aux faubourgs de Strasbourg. Hoche délivre l’Alsace et les villes assiégées. L’année précédente, Kellermann avait arrêté les Prussiens à Valmy. Les victoires en Allemagne de Moreau, puis de Napoléon, éloignent le risque toujours latent de nouvelles invasions.

### AuXIXesiècle

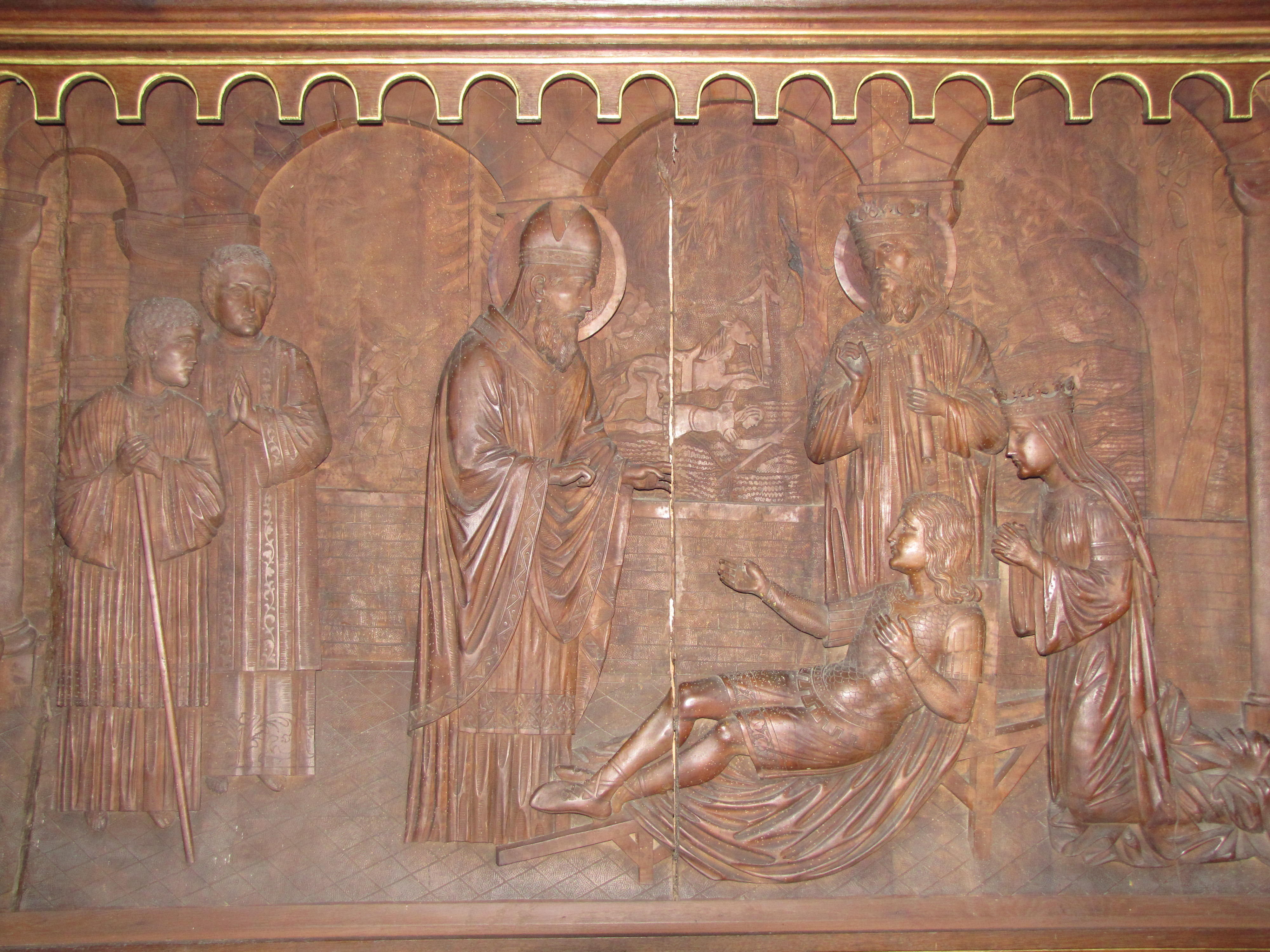
Abbatiale Saint-Jean-Baptiste, relief « Saint Arbogast ressuscitant Sigebert IV, fils du roi Dagobert II ».

De nombreux Surbourgeois participent aux campagnes napoléoniennes. Et en 1809 dans le sillage de la Grande Armée, quelques villageois s’expatrient en Ukraine et en Crimée. D'autres émigreront aux États-Unis, vers 1850, tel Louis Messmer, dont une avenue de Los Angeles porte le nom. Une cinquantaine de personnes quitteront également le village pour s'installer en Algérie.
François Joseph Brand, Louis Donius, Jean Horny, Marc Levy, Louis Philippe Scharrenberger et Georges Ziegler, six Surbourgeois du XIXe siècle, sont faits chevaliers de la Légion d'honneur. La sépulture de Jean Horny, décédé en 1866, est encore visible au cimetière communal. François Joseph Brand (déjà cité), Georges Juchs, deux autres Surbourgeois de cette même époque, sont décorés de la Médaille militaire.
Le village subit les pillages, les réquisitions et les brimades, lors des deux occupations prussiennes de 1813, puis de 1814 à 1816.
Sous le Second Empire, Surbourg obtient que la ligne de chemin de fer en construction vers Wissembourg passe par le village. Des Surbourgeois deviennent cheminots ou employés du « télégraphe ».
À Surbourg vivait une importante communauté juive depuis 1550. Reconstituée en 1700, la communauté s’étiola au XIXe siècle et le rabbinat fut transféré à Soultz-sous-Forêts en 1865. La synagogue qui existait à Surbourg depuis 1770 a aujourd’hui disparu.
Le 6 août 1870 durant la bataille de Wœrth, une vingtaine d'habitants de Gunstett – un village du champ de bataille à quelques kilomètres de Surbourg –, sont enfermés dans la cave de la mairie de Surbourg. Bravant la défense qui avait été faite, trompant la vigilance des gardes, des villageois apportèrent du pain et de l’eau à ces pauvres gens. On sut plus tard que d’autres civils, dont une femme, avaient été fusillés à Gunstett sur le parvis de l’église. L’invasion de 1870 était la cinquième en moins de 80 ans.
Dès l'automne 1870, bien avant la fin des hostilités, les instituteurs communaux de Surbourg sont expulsés, ainsi que l’unique fonctionnaire habitant au village, tous Alsaciens.
Quand l'annexion fut certaine, d'autres Surbourgeois choisissent d’abandonner maison, linge, meubles et vaisselle, atelier et outils, champs et bétail – empêchés de vendre les uns et d’emporter les autres – et de partir avec un maigre baluchon « pour ne pas être Prussien ». Des jeunes gens s’engagent dans l’armée française. Et d’autres – jusqu’en 1918 –, au reçu de leur convocation dans l’armée du Kaiser, iront se présenter dans les casernes françaises de Saint-Dié ou de Nancy, s’interdisant ainsi toute possibilité de retour. Comme toutes les autres communes alsaciennes, Surbourg élit un député contestataire.

### Au début duXXesiècle
En 1918, quand Surbourg redevint française, de nombreuses familles envoient leurs enfants travailler à l’Intérieur (expression locale qui désigne la France d’Outre-Vosges) pour apprendre le français, proscrit depuis 48 ans. En 1922, le Gouvernement français offre de nouvelles cloches à l’abbatiale de Surbourg, les précédentes ayant été enlevées par les Allemands.
En 1930, de nouvelles menaces apparaissent. Des ouvrages de défense, que l’attaque allemande contournera sans les réduire, sont construits à proximité.

### LaSeconde Guerre mondiale
Après avoir infligé de lourdes pertes à l’ennemi en mai et juin 1940, ces ouvrages invaincus et demeurés intacts malgré les nombreux bombardements de très gros calibre, résisteront encore huit jours après l’Armistice et devront être livrés aux Allemands le 1er juillet, sur l’ordre formel du nouveau gouvernement français.
Dès août 1940, Robert Wagner le Gauleiter – gouverneur –, un Badois chargé de germaniser l’Alsace, impose la langue allemande obligatoire et interdit l'usage du français – même en dialecte : de nombreux mots d’usage aussi courant que bonjour, au revoir, merci, salut, etc. intégrés depuis fort longtemps aux patois alsaciens, sont interdits–, sous peine d’une amende de 2 RM par mot, voire un internement au camp disciplinaire de Schirmeck, ou encore d’être expulsé « là où on parle français ».
Il oblige à germaniser les enseignes des magasins – coiffeur devient Friseur–, les noms des rues – Adolf Hitler-Straße– et des communes – Surbourg devient Sürburg –. Les habitants portant nom et/ou prénom(s) à consonance non germanique sont invités à en changer ; au besoin, l’administration s’en charge : René devient Renatus, Jacqueline devient Jacobin. Le béret basque, appelé Hirnverdunkelungskappe – traduction littérale : Bonnet à obscurcir le cerveau –, est formellement interdit.
La population est encadrée et étroitement surveillée. À Surbourg Alfred B., l’instituteur, accepte un poste difficile, refrène les exaltés du nouveau régime et épargne bien des tourments à la population. D’autres s’engagent dans la Résistance, tel Emile L. qui sera cité et décoré de la Croix de guerre, ou maintiennent le souvenir de la France en dépit des dangers. Un jeune garçon, Raymond L., qui n’a encore que 16 ans, est fusillé par les Allemands.
Une rue de Surbourg s’appelait avant la dernière guerre la rue de Derrière. Elle a été rebaptisée rue de la Marseillaise à la Libération, en raison des épisodes émouvants et extrêmement courageux car particulièrement dangereux, dont elle a été le théâtre durant la dernière invasion allemande, la septième en moins de 150 ans.
Dans cette rue se trouvait la petite épicerie de Mme B., où on parlait français en cachette des occupants. Ce qui était formellement interdit et très sévèrement sanctionné. Des articles menaçants, à l’encontre des récalcitrants, paraissaient régulièrement dans le journal local. Le café-restaurant de la famille S. se trouvait également  dans cette rue de Derrière. Là aussi on parlait français en cachette. Et surtout, plusieurs fois on y a chanté La Marseillaise avec sûrement autant d’enthousiasme et d’émotion que Rouget de l'Isle et le maire Dietrich. C’était, tous le savaient, rigoureusement interdit. La police allemande à l’affût et ses tribunaux sans aucune clémence rendaient, nul ne l’ignorait, ces manifestations extrêmement dangereuses non seulement pour les participants, mais aussi pour les simples témoins et même pour tous les membres de leurs familles.
Les Allemands ordonnent la destruction du monument qui rappelle, à l’entrée du village, le sacrifice de Francis Kermina, un aviateur français tué ici le 4 janvier 1918. Aloïse M., chargé de cette destruction, trompe l’occupant, démonte soigneusement les pierres et les met en sécurité. Le monument sera reconstruit en 1945. La synagogue de Surbourg est détruite par un incendie et les trois dernières familles juives, des très vieilles gens, disparaissent en camps d’extermination.
À partir de 1942, les Alsaciens sont enrôlés de force (les Malgré-Nous) dans l’armée allemande. La Marseillaise fuse au départ des trains et parfois un drapeau français flotte à la fenêtre d’un wagon, malgré les risques que cela présente pour leurs auteurs, et plus encore pour leurs familles. Trente trois Surbourgeois ne reviendront pas, tués ou disparus sous un uniforme qui n’est pas le leur.
En 1944-45, Surbourg aura le triste privilège d’être libéré deux fois. Entraînées en Alsace par la chevauchée de Leclerc sur Strasbourg, les troupes américaines entrent sans combat à Surbourg le 16 décembre 1944. Après une discussion fort tendue entre Charles de Gaulle et Dwight David Eisenhower qui voulait abandonner toute l’Alsace, les Américains tiendront au sud de la Moder. Ils se replient sur Haguenau le 8 janvier 1945. Les Allemands revenus ne reçoivent pas l’accueil enthousiaste que la population avait réservé aux libérateurs et manifestent leur courroux. Ils veulent aussi enrôler les jeunes gens et pourchassent les Malgré-Nous permissionnaires qui profitent de la situation pour oublier de rejoindre leur unité. La population abrite les deserteuren dans les caves, les greniers ou les granges, avec la complicité de l'instituteur Alfred B. qui ferme les yeux et conseille judicieusement.
Durant cet automne-hiver 1944-1945, Surbourg subit quatre bombardements aériens, allemands ou américains, qui font d’importants dégâts dans le village et surtout dix neuf victimes civiles tuées et des blessés. Le verglas qui recouvre les rues en cet hiver fort rigoureux, provoque des dérapages de chars qui emportent quelques façades dans l’actuelle rue du Général-de-Gaulle. Les familles sont sans nouvelles des blessés des premiers bombardements, soignés par le Service de santé américain et évacués avec le repli de leurs troupes.
Enfin, le 18 mars 1945, les troupes américaines reprennent l’offensive, délivrent Surbourg, définitivement cette fois, et atteignent la Lauter, libérant le dernier morceau d'Alsace.

## Démographie
L'évolution du nombre d'habitants est connue à travers les recensements de la population effectués dans la commune depuis 1793. Pour les communes de moins de 10 000 habitants, une enquête de recensement portant sur toute la population est réalisée tous les cinq ans, les populations de référence des années intermédiaires étant quant à elles estimées par interpolation ou extrapolation. Pour la commune, le premier recensement exhaustif entrant dans le cadre du nouveau dispositif a été réalisé en 2006.

En 2022, la commune comptait 1 718 habitants, en évolution de +2,32 % par rapport à 2016 (Bas-Rhin : +3,17 %, France hors Mayotte : +2,11 %).
| 1793  | 1800  | 1806  | 1821  | 1831  | 1836  | 1841  | 1846  | 1851  |
| ----- | ----- | ----- | ----- | ----- | ----- | ----- | ----- | ----- |
| 1 206 | 1 469 | 1 655 | 1 817 | 2 217 | 2 195 | 2 129 | 2 111 | 1 984 |

| 1856  | 1861  | 1866  | 1871  | 1875  | 1880  | 1885  | 1890  | 1895  |
| ----- | ----- | ----- | ----- | ----- | ----- | ----- | ----- | ----- |
| 1 678 | 1 562 | 1 584 | 1 529 | 1 450 | 1 373 | 1 299 | 1 223 | 1 233 |

| 1900  | 1905  | 1910  | 1921  | 1926  | 1931  | 1936  | 1946  | 1954  |
| ----- | ----- | ----- | ----- | ----- | ----- | ----- | ----- | ----- |
| 1 270 | 1 305 | 1 313 | 1 240 | 1 274 | 1 336 | 1 361 | 1 332 | 1 324 |

| 1962  | 1968  | 1975  | 1982  | 1990  | 1999  | 2006  | 2011  | 2016  |
| ----- | ----- | ----- | ----- | ----- | ----- | ----- | ----- | ----- |
| 1 418 | 1 394 | 1 341 | 1 448 | 1 464 | 1 528 | 1 581 | 1 611 | 1 679 |

| 2021  | 2022  | - | - | - | - | - | - | - |
| ----- | ----- | - | - | - | - | - | - | - |
| 1 717 | 1 718 | - | - | - | - | - | - | - |

## Culture locale et patrimoine

### Lieux et monuments
- Abbatiale Saint-Arbogast du XIe siècle[26],[27] et son orgue[28].

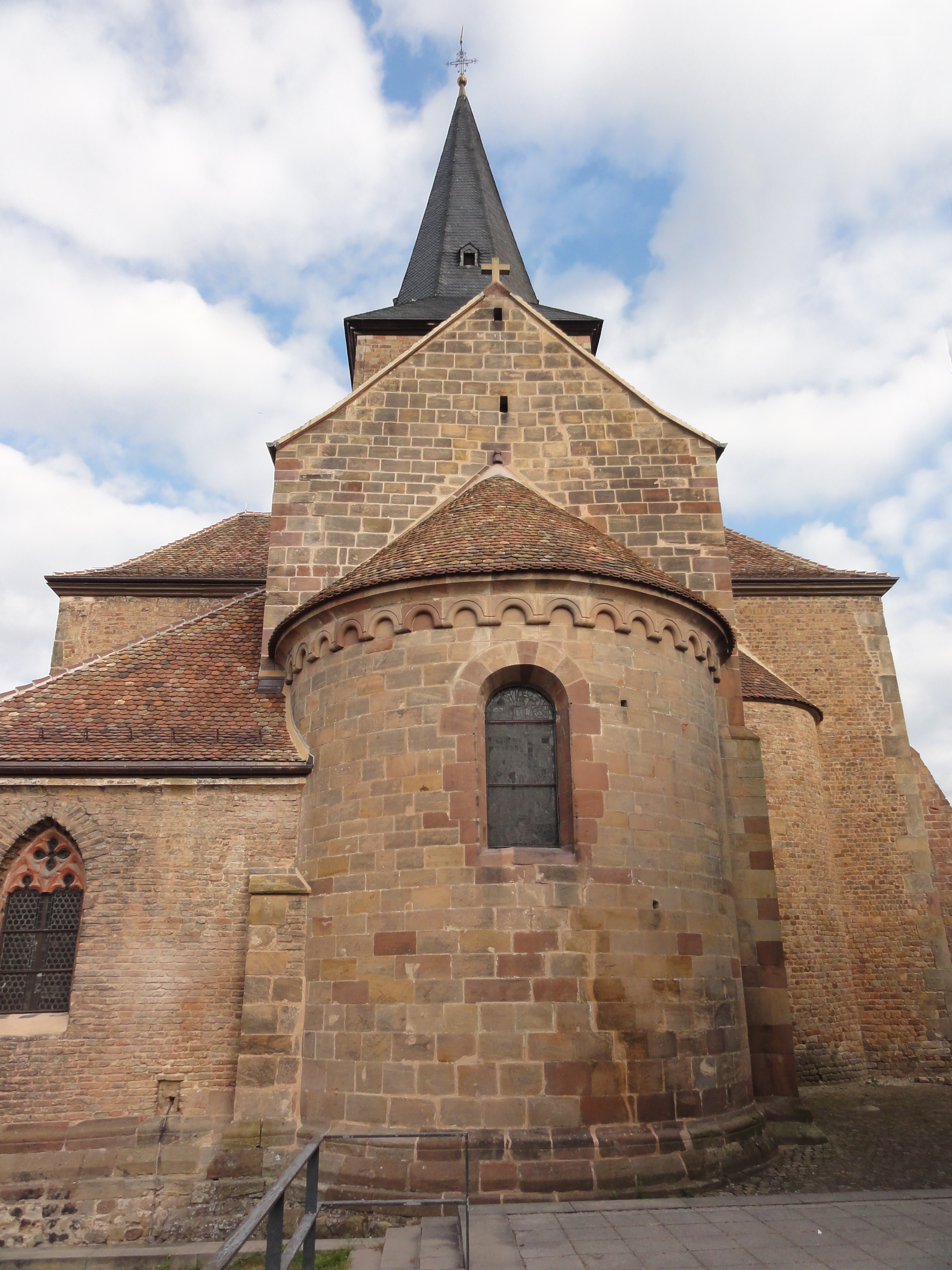
Abside romane (XIIe) de l'église abbatiale Saint-Jean-Baptiste.
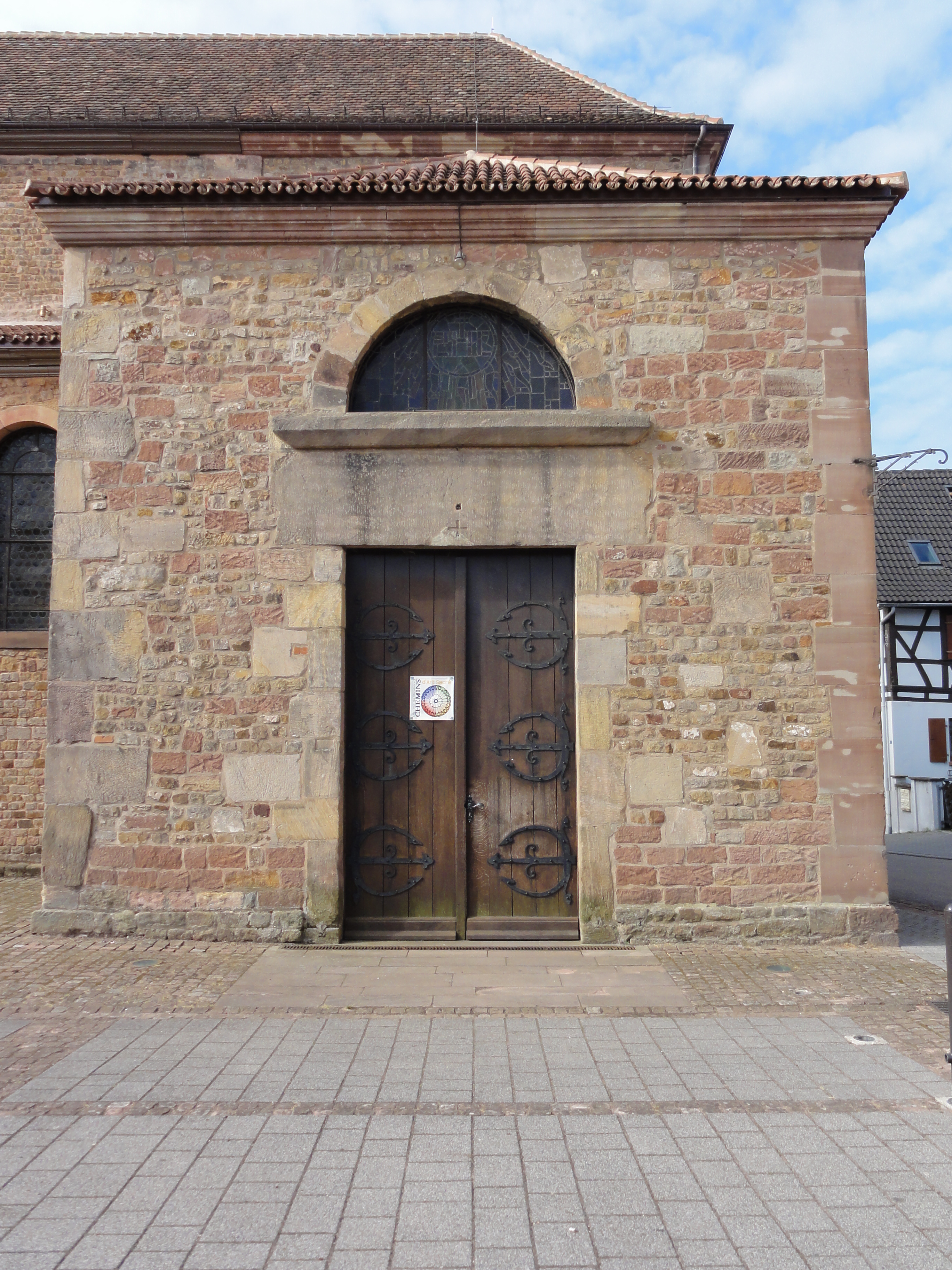
Portail principal avec linteau roman.
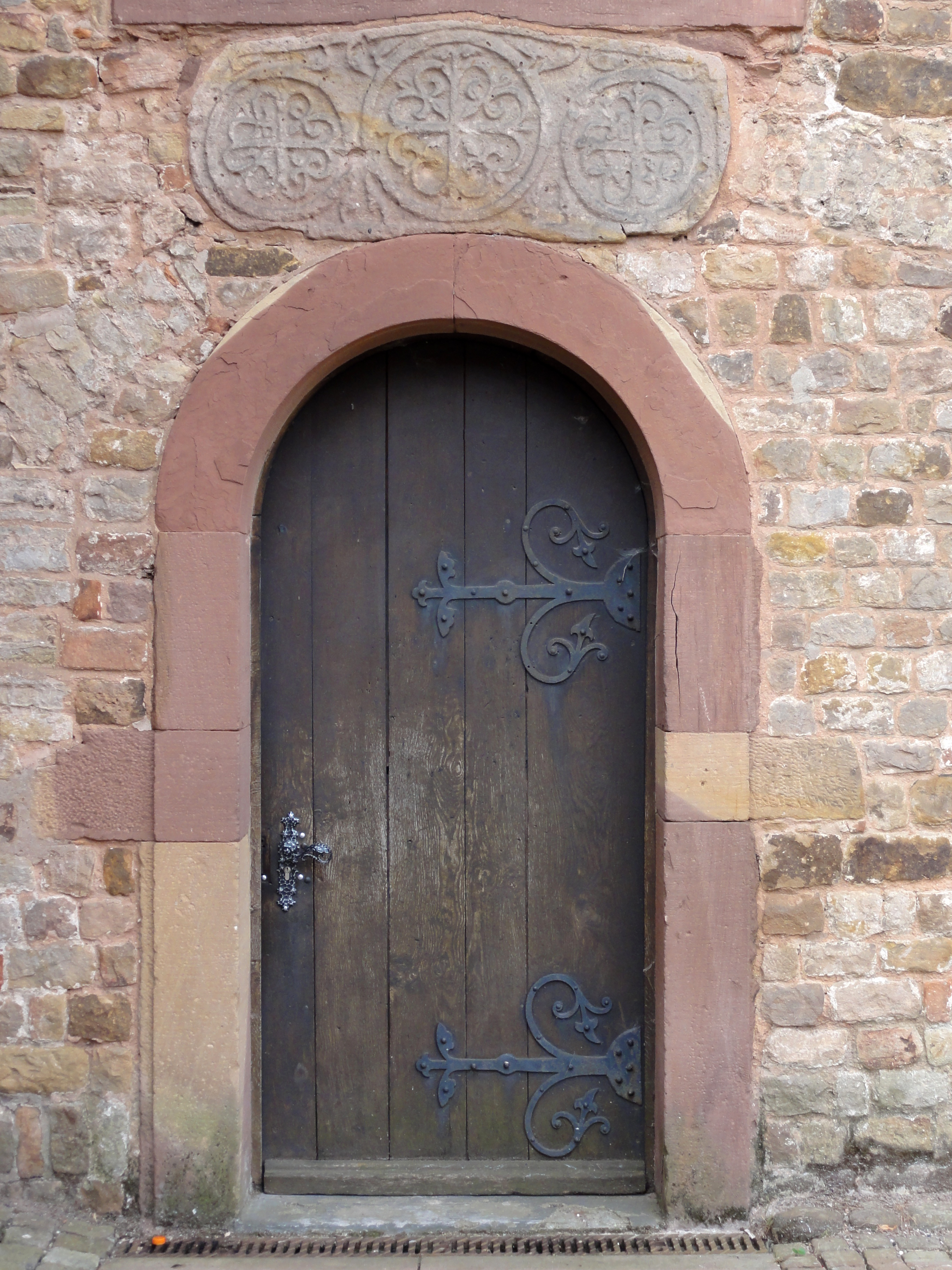
Porte latérale avec linteau roman.
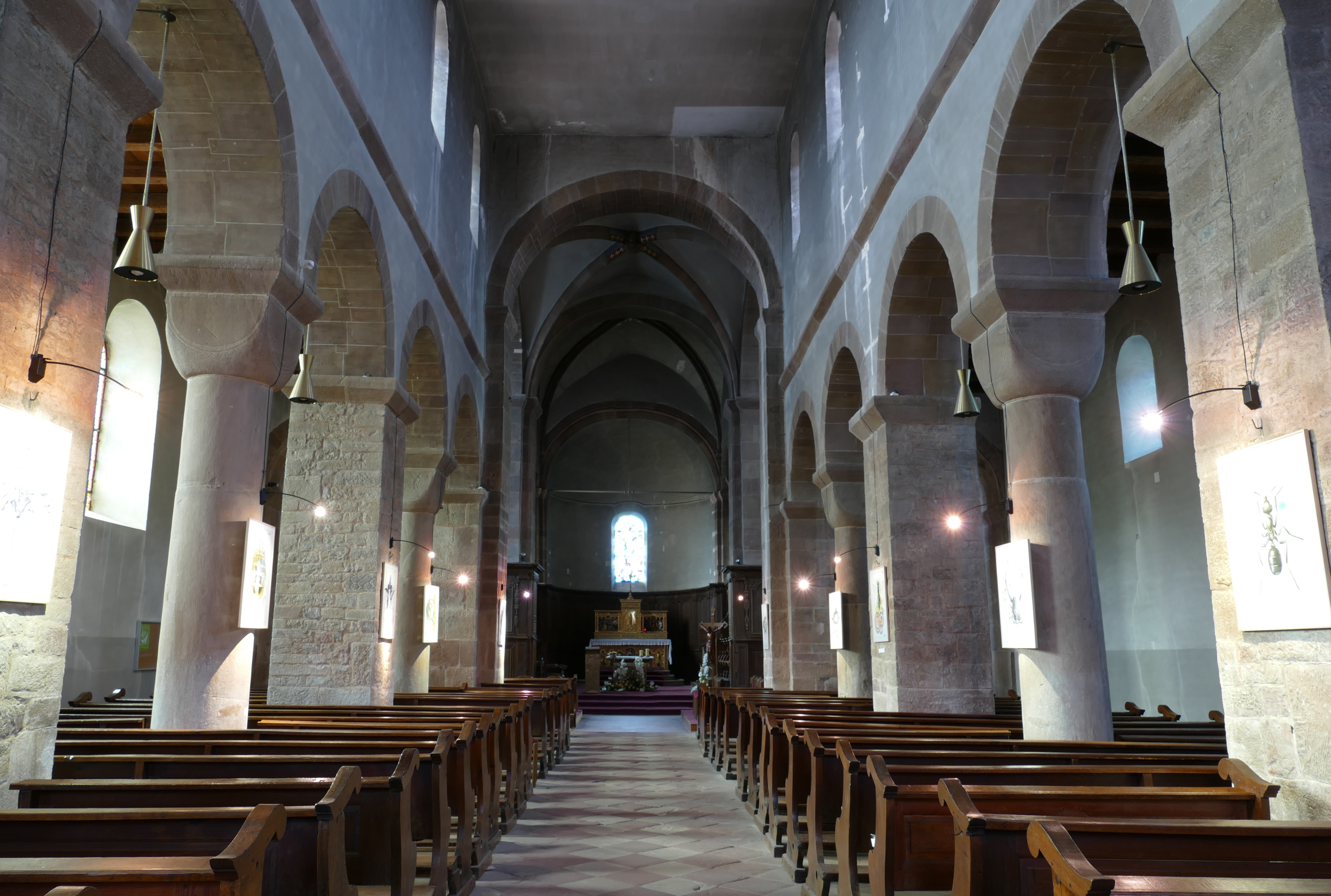
Vue intérieure de la nef vers le chœur.
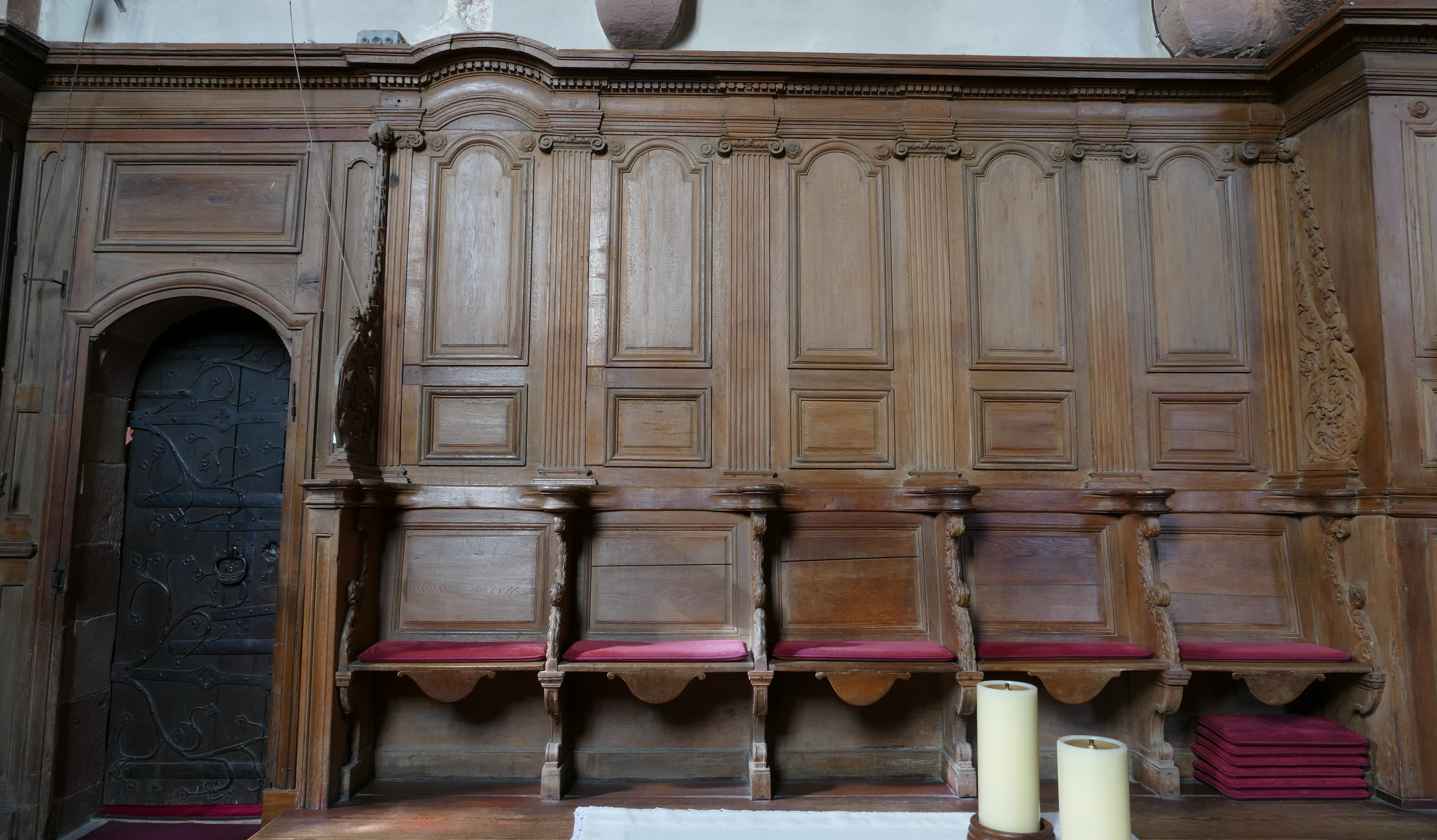
Stalles du chœur et porte de la sacristie (XVIIIe).
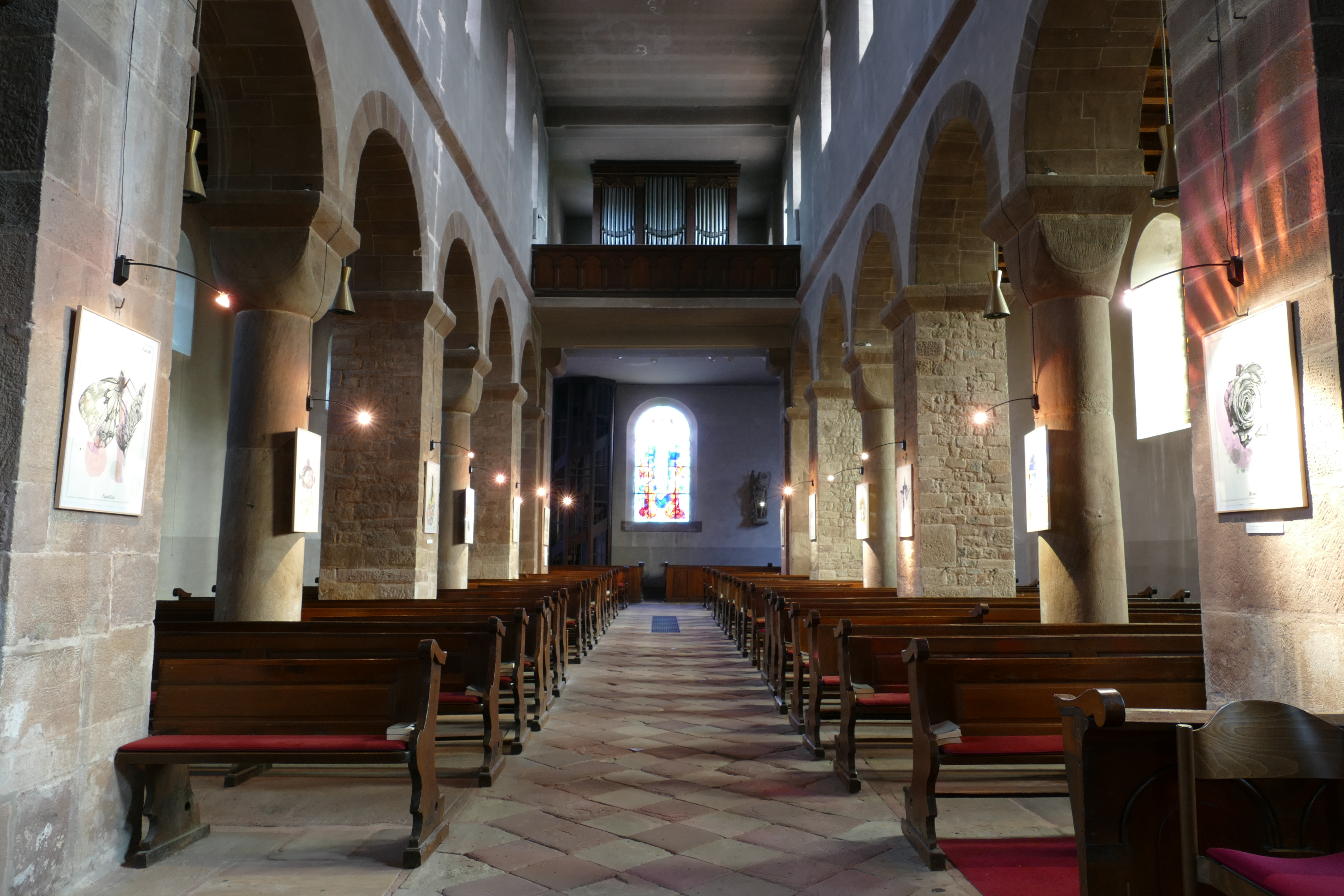
Vue intérieure de la nef vers la tribune d'orgue.

- Stalles et lambris du début du XVIIIe siècle.
- Ancienne « maison canoniale » du XVIe siècle, rue de l'Église[29].
- Stèle de Jean-Georges Merckel, prévôt de 1680 à 1718 et décédé en 1728.
- Oratoire Saint-Arbogast[30].
- Ancienne tannerie.
- Moulin, scierie dit Mittelmuhl[31].
- Gare de Hoelschloch[32].
- Site de production H.B Fuller

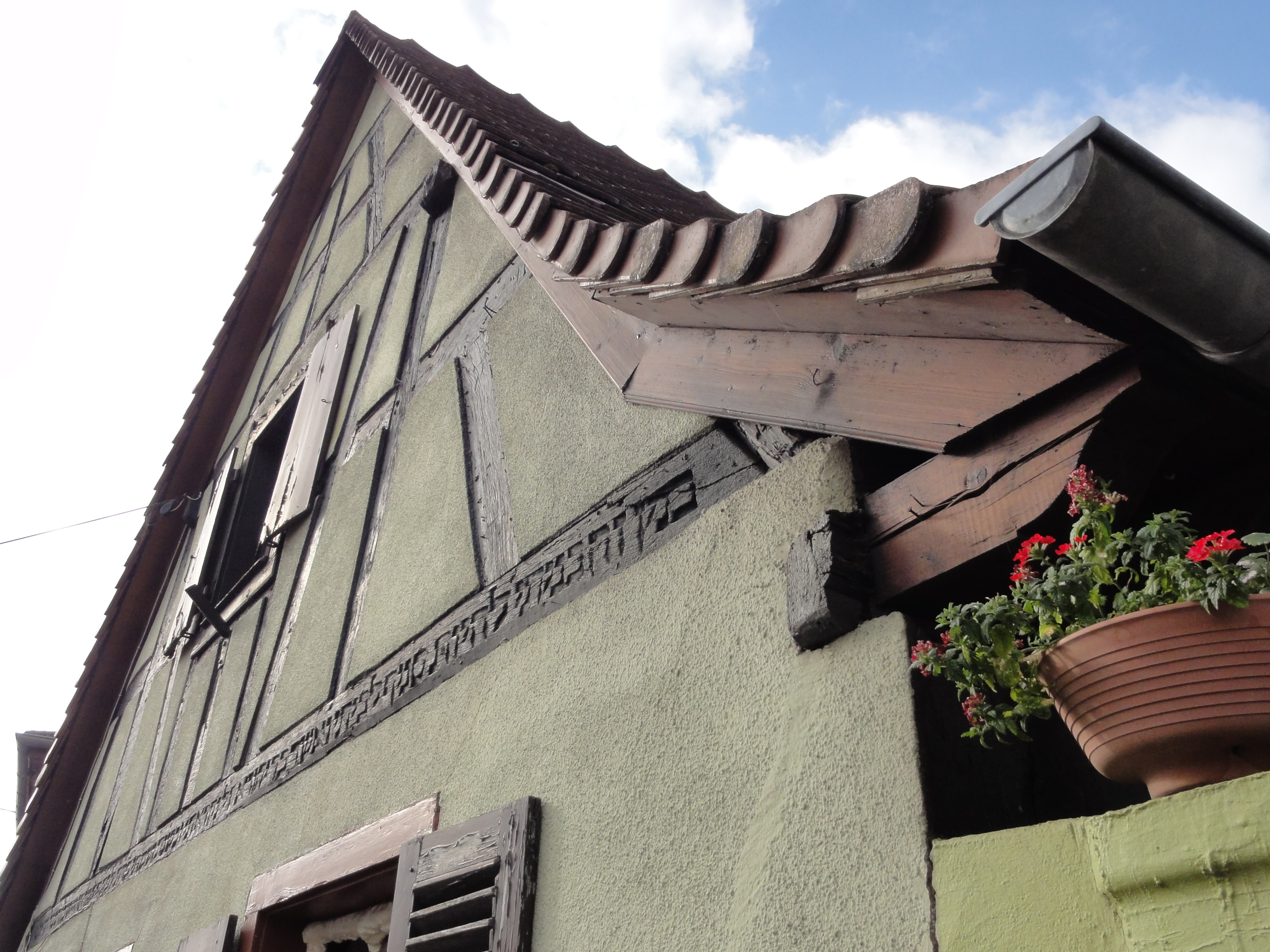
Maison (1724), 4 rue du Général-Leclerc avec inscriptions hébraïques.
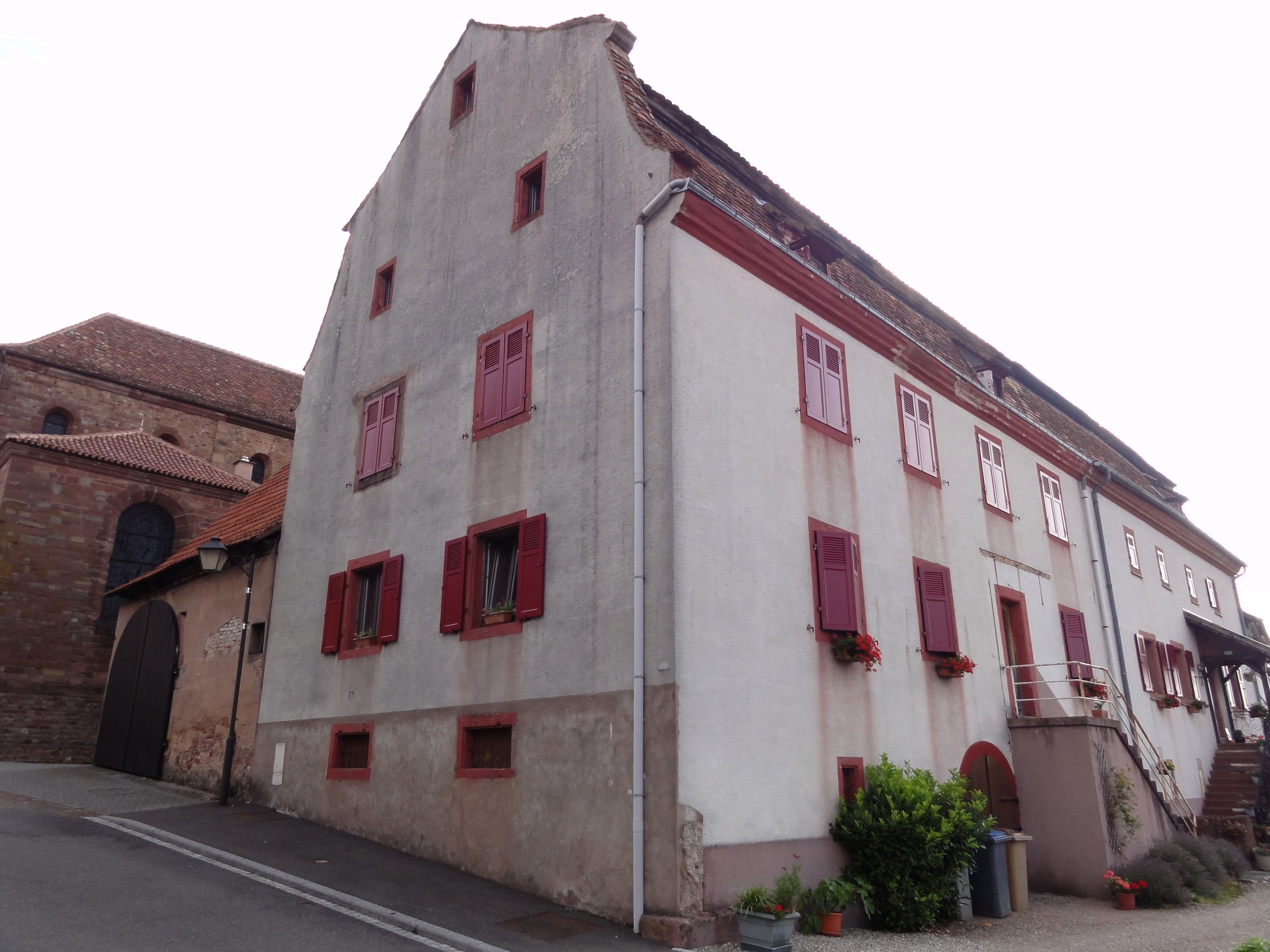
Maison de chanoines (1572), 10 rue de l'Église.
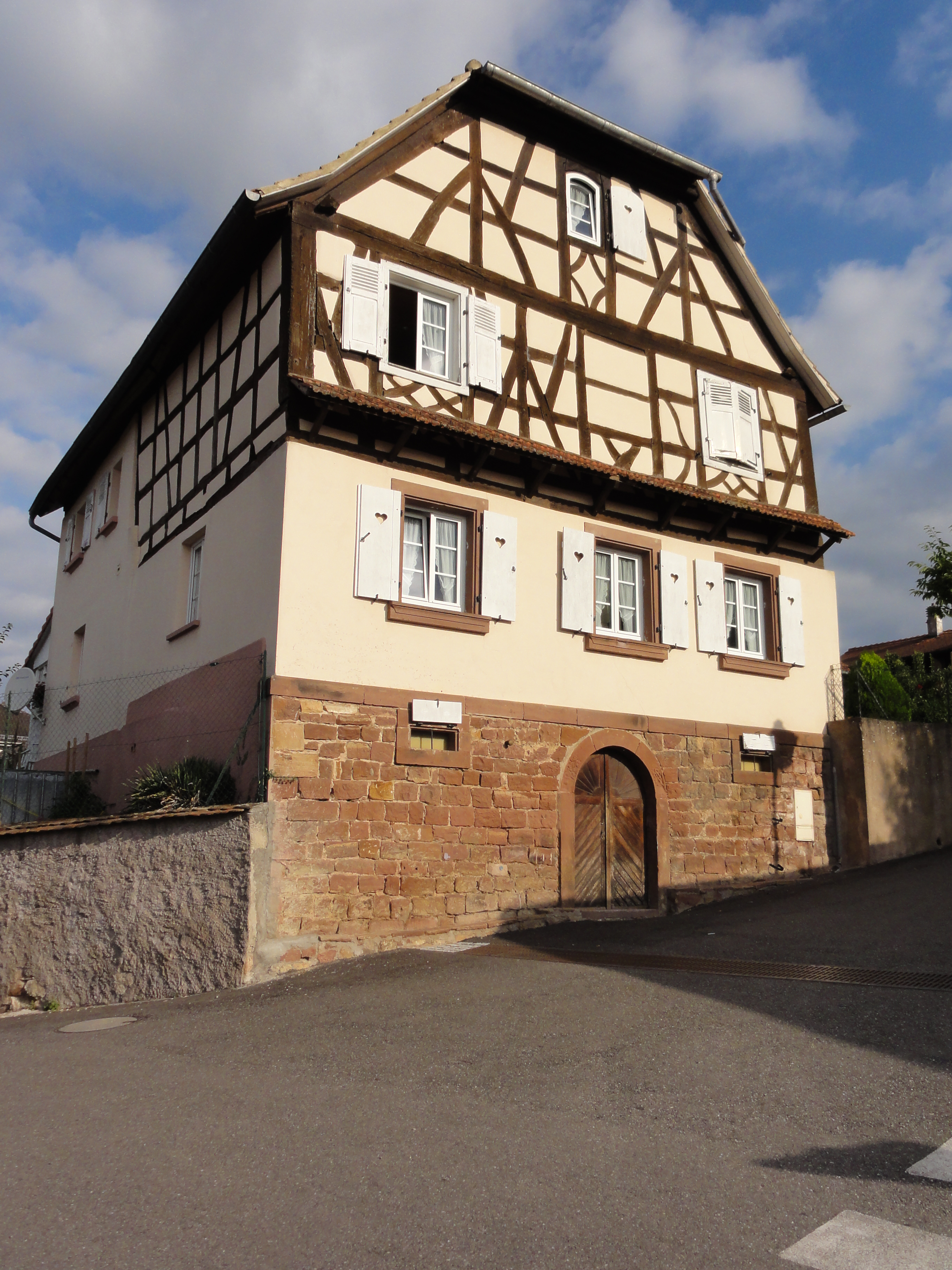
Ancienne ferme, 9 rue de l'Église.
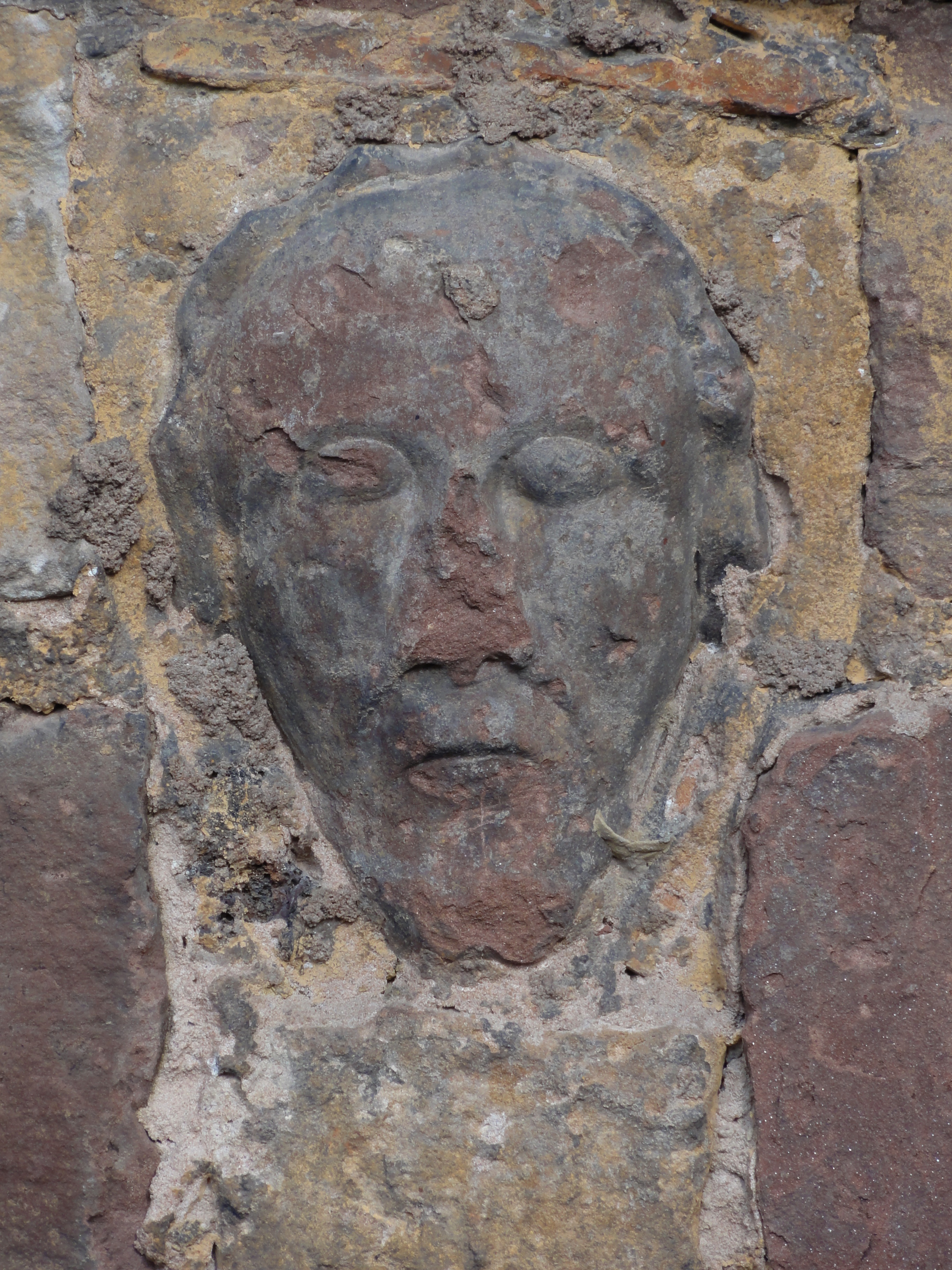
Ancienne ferme, 9 rue de l'Église, relief « Tête » encastré dans le mur.
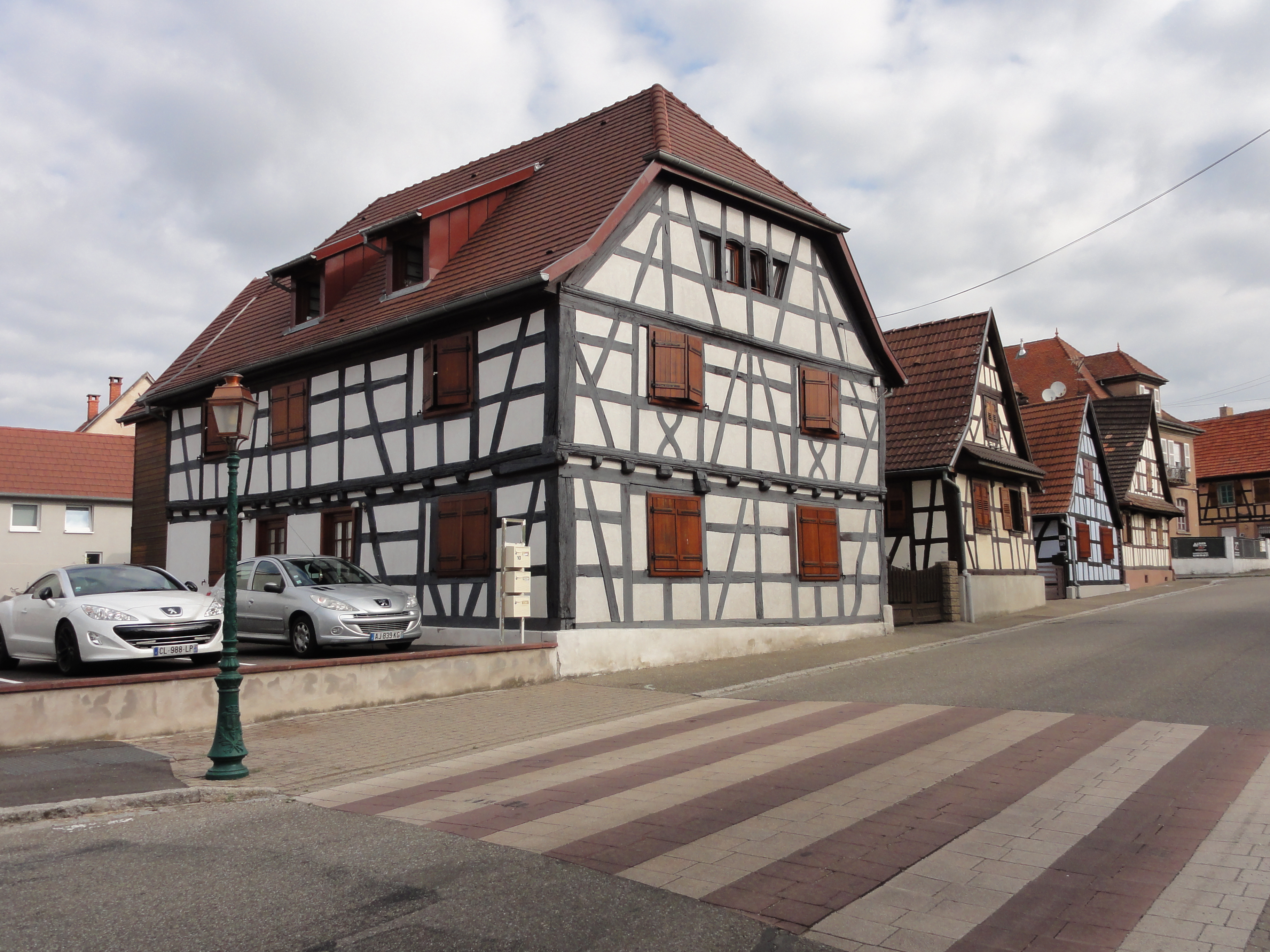
Maisons à colombages, rue du Docteur-Deutsch.
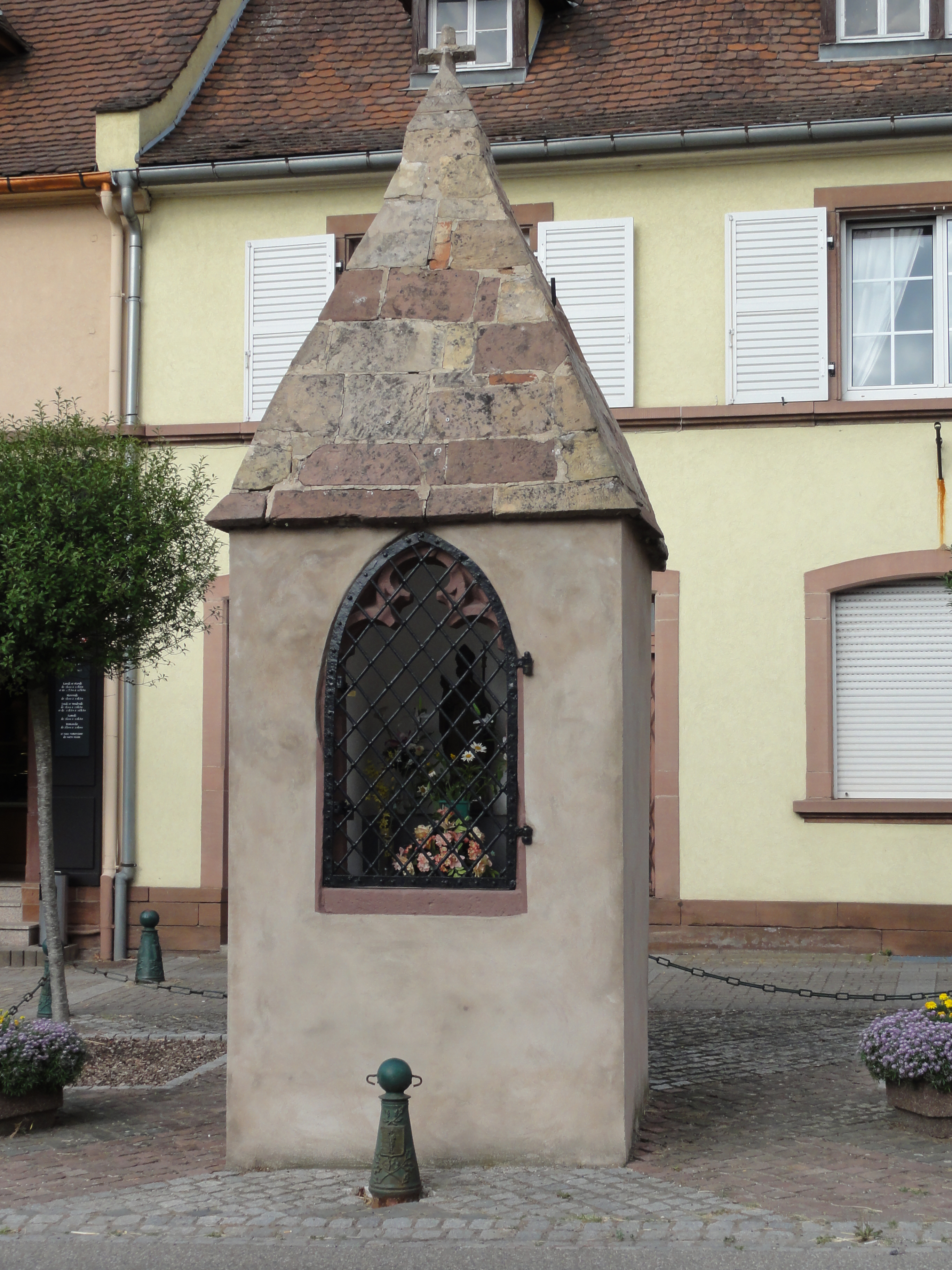
Oratoire Saint-Arbogast (1608), rue du Docteur-Deutsch.
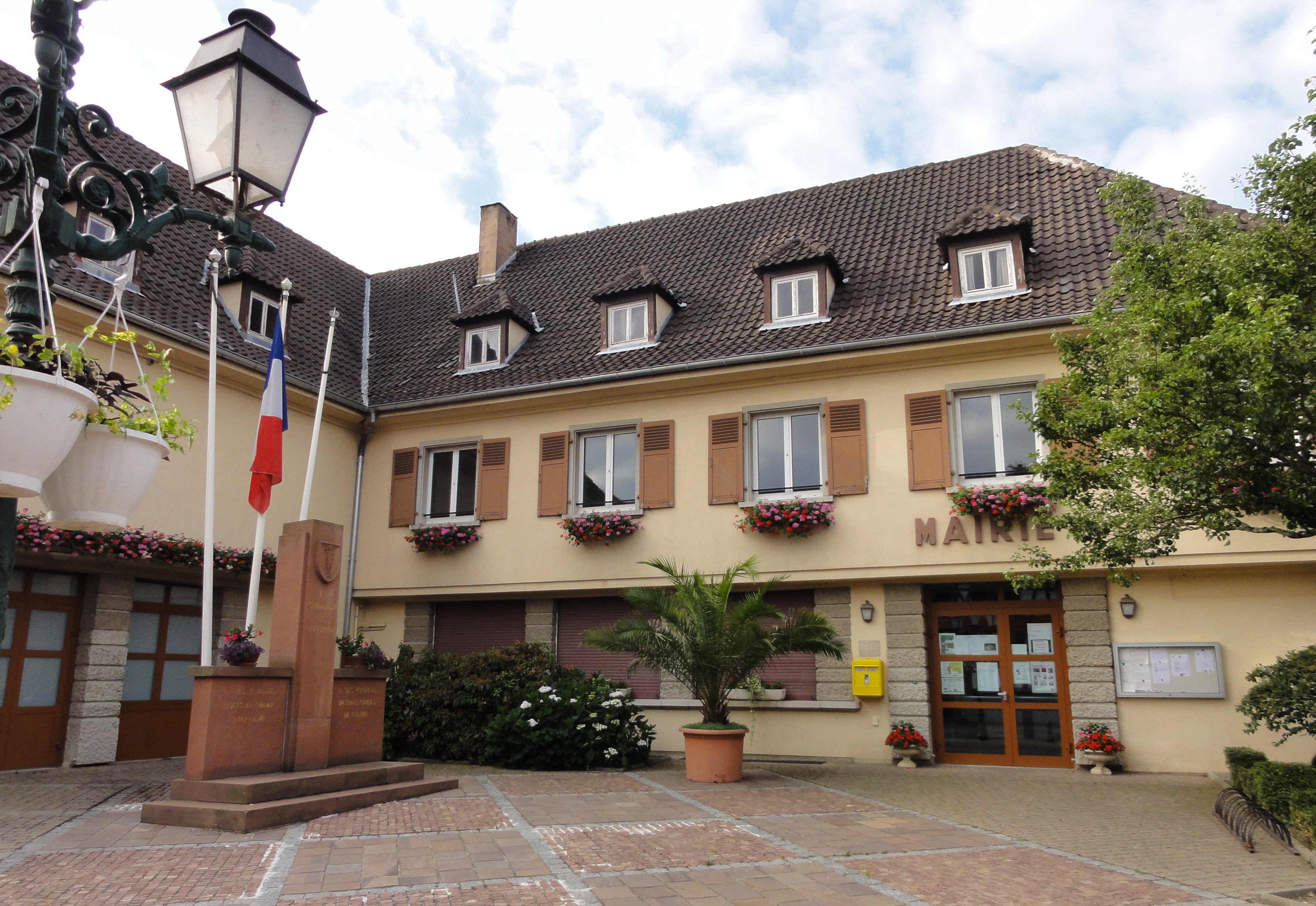
Mairie, 2 rue du Général-de-Gaulle.

### Personnalités liées à la commune
- Laurent Gutjahr, abbé de l'abbaye d'Altorf, né à Surbourg en 1554 et décédé le 29 mai 1592.
- Guillaume Gutjahr, frère de Laurent, chanoine de l'église Saint-Pierre-le-Vieux de Strasbourg.
- Karl-Philipp Roos (Surbourg 1878 - 1940 Champigneulles), homme politique alsacien.

### Héraldique
| Blason de Surbourg | Blason  | D'azur à saint Jean Baptiste nimbé et vêtu d'une peau de chameau, tenant de sa senestre un agneau couché sur un livre, tous d'or, tenant de sa dextre une croix haute de sable, et posé sur une terrasse de sinople. |
| Blason de Surbourg | Détails | Inspiré des armes attribuées par Charles d'Hozier à la fin du XVIIe siècle. Le statut officiel du blason reste à déterminer.                                                                                         |

## Littérature
Surbourg est le lieu où se déroule le second acte de la pièce Guten Tag, Gutenberg ! de Jacques Aeschlimann (1956).